# François-Louis Tremblay
François-Louis Tremblay (* 13. November 1980 in Alma, Québec) ist ein ehemaliger kanadischer Shorttracker und Olympiasieger.

## Leben
François-Louis Tremblay begann mit dem Eislaufsport im Alter von vier Jahren. Er lebt und trainiert in Montreal und läuft für den Club Montréal - International. In Kanadas Shorttrack-Nationalteam wird er vom Olympiasieger Derrick Campbell trainiert. Bevor Tremblay im Nationalteam Erfolge sammelte, war er erfolgreich bei den Juniorenweltmeisterschaften und im Juniorweltcup. 1998 und 1999 holte er beim Juniorenweltcup über 500 Meter den ersten Platz. Bei der 500-Meter-Distanz schaffte er 1997 die Bronzemedaille bei den Juniorenweltmeisterschaften. Im Weltcup debütierte er im Jahr 2000. In diesem Jahr war er auch kanadischer Meister. Bei Weltmeisterschaften konnte er in den Jahren 2005 oder 2006 zweimal mit der Staffel den Weltmeistertitel gewinnen sowie über 500 Meter im Jahr 2006. Eine Silbermedaille bei Weltmeisterschaften gelang ihm 2006 über 3000 Meter.
Über die 1000-Meter-Distanz hält Tremblay die kanadische Bestmarke und gemeinsam mit seinen Kollegen (Turcotte, Hamelin, Robillard) hält er den Staffelweltrekord. 2006 war er der kanadische Shorttracker des Jahres.
Erstmals an Wettkämpfen bei Olympia nahm er an den Spielen von 2002 in Salt Lake City teil. Hier gewann er mit der kanadischen Staffel die Goldmedaille in der Staffelkonkurrenz. Bei den Spielen in Turin 2006 kam mit dem zweiten Platz in der Staffel eine weitere Olympiamedaille hinzu. Drittes olympisches Edelmetall gewann Francois-Louis mit der Silbermedaille über die 500-Meter-Distanz.